# Silent Circle
«Sílent Circle» (укр. Мовчазне коло) — німецька поп-група, яка виступає в стилях італо-диско і євродиско. Була утворена в 1985 році. В нинішній склад групи входять Мартін Тихсен (вокал), Харальд Шефер (клавішні) та Юрген Беренс (ударні).

## Історія
Учасники групи заснували колектив і вперше виступили в 1979 році, але після цього їхні шляхи розійшлися. І лише в 1985 році група возз'єдналася, щоб записати дебютний альбом. Першим альбомом групи стала платівка «No. 1», що вийшла 1986 року. Слідом за дебютним синглом групи — «Hide Away — Man Is Coming!»  — ще вісім пісень з альбому вийшли синглами. Серед них найбільшу популярність отримали «Touch In The Night» і «Stop The Rain In The Night».
Незабаром після виходу альбому до групи приєднався Харальд Шефер, який заміняв Брайтунга під час публічних виступів, а Брайтунг повністю присвятив себе написанню нових пісень. У 1987 групу покидає і Юрген Беренс. У 1989 його місце займає Аксель Брайтунг. В період з 1987 по 1993 роки група змінила три лейбли, випустила чотири сингли і дві збірки своїх кращих пісень (один з них вийшов на першому лейблі неофіційно).
У 1993 році «Silent Circle» випустили сингл «2Night», а в 1994 році з'явився другий студійний альбом «Back». Незабаром з'явилися ще два сингли, після чого група припинила свою діяльність, і про неї три роки нічого не було чутно. У 1997 році вийшов черговий збірник хітів і альбом реміксів, а в травні 1998 року вийшов третій студійний альбом «Stories About Love». 

## Склад групи
- Мартін Тихсен — вокал (1985—наст. час)
- Аксель Брайтунг — клавішні, ударні (1985-1986, 1989, 1993-1994)
- Харальд Шефер — клавішні (1987-1989, 1998—наст. час)
- Юрген Беренс — гітара, ударні (1985-1987, 1993—наст. час)

## Дискографія

### Альбоми
- 1986 — «No. 1»
- 1994 — «Back»
- 1998 — «Stories 'Bout Love»
- 2018 — «Chapter Euro Dance»
- 2018 — «Chapter 80ies - Unreleased»
- 2018 — «Chapter Italo Dance - Unreleased»

### Сингли
- 1985 — «Hide Away — Man Is Coming!»
- 1985 — «Touch In The Night» (Німеччина — #15, Швейцарія — #16)
- 1986 — «Stop The Rain» (Німеччина — #29)
- 1986 — «Love Is Just A Word» (Німеччина — #43)
- 1986 — «Time For Love»
- 1986 — «D. J. Special-Mix»
- 1987 — «Danger, Danger»
- 1987 — «Oh, don't Lose Your Heart Tonight»
- 1987 — «Moonlight Affair» (Іспанія)
- 1987 — «Multimix» (Іспанія)
- 1987 — «What A Shame»
- 1989 — «I Am Your Believer»
- 1993 — «Touch In The Night»
- 1993 — «2Night»
- 1994 — «Every Move, Every Touch»
- 1994 — «Hit Mix (DJ Mega Special Mix)»
- 1995 — «Every Move, Every Touch» (Remix)
- 1998 — «Touch In The Night '98»
- 1998 — «One More Night»
- 1999 — «Night Train»
- 2000 — «I Need A Woman»
- 2001 — «Moonlight Affair 2001» (feat. MMX)
- 2018 — «2 Night»
- 2018 — «Every Move Every Touch»

### Збірники
- 1993 — «Best Of Silent Circle Volume II»
- 1997 — «Back II»
- 1998 — «Touch In The Night (Limited Edition)» (2 CD) (Філіппіни)
- 2000 — «Their Greatest Hits Of The 90's»
- 2010 — «25 Years — The Anniversary Album»
- 2010 — «Hits & More» (Угорщина)
- 2014 — «The Original Maxi-Singles Collection»